# رضا حقيقي
رضا حقيقي (1 فبراير 1989 مشهد إيران - ) هو لاعب كرة قدم إيراني.

## وصلات خارجية
رضا حقيقي على موقع الاتحاد الدولي (مؤرشف)  (الإنجليزية)
- رضا حقيقي على موقع قاعدة بيانات كرة القدم.إي يو (الإنجليزية)
- رضا حقيقي على موقع ناشيونال فوتبول تيمز (الإنجليزية)
- رضا حقيقي على موقع Soccerway.com (الإنجليزية)
- رضا حقيقي على موقع AS.com (الإسبانية)